# Четец за Е-книги
Електорнен четец, четец за електронни книги (или наричан накратко дигитална електронна книга) са мобилни устройства, предназначени за изобразяване на информация, предимно електронни книги. Те използват екрани от електронна хартия (електронно мастило). Всяко устройство, способно да изобразява текст върху екран може да се счита за електронна книга, но специализираните четци имат оптимизирана преносимост, четливост (особено в слънчево време) и живот на батерията. Основното им предимство пред хартиените книги е преносимостта им, тъй като един четец може да съхранява хиляди книги, като в същото време тежи по-малко от една книга.
Целта на четеца е да предоставя удобен начин за четене на електронни книги. По форма си прилича с таблета, но има електронна хартия, вместо LCD дисплей. По този начин се постига много по-дълъг живот на батерията (тя може да издържи до няколко седмици) и по-добра четливост. Някои от недостатъците на този тип дисплеи е бавната им опреснителна честота и поддържането единствено на черно-бели цветове, което ги прави неподходящи за по-сложни приложения. Въпреки това, именно липсата на такива приложения се счита от някои за предимство, тъй като потребителят може по-лесно да се фокусира върху четенето.
Sony Librie, който се появява на пазара през 2004 г., е първият четец на електронни книги, използващ електронна хартия. Ectaco jetBook Color е първият цветен четец на пазара, но бледите му цветове стават обект на критики.
Много четци на електронни книги могат да се свържат към интернет чрез Wi-Fi, а вграденият им софтуер може да ги свърже към дигитална библиотека или магазин за електронни книги, като по този начин потребителят може да купува, заема или получава електронни книги.